# المهرست (ویسکانسین)
المهرست (به انگلیسی: Elmhurst) یک منطقهٔ مسکونی در ایالات متحده آمریکا است که در شهرستان لانگلاد، ویسکانسین واقع شده‌است.